# Легка атлетика на Літній універсіаді 1973
Змагання з легкої атлетики на Літній універсіаді 1973 проходили 16-20 серпня в Москві на Центральному стадіоні імені Леніна.
Вперше в історії Універсіад були розіграні медалі з жіночого бігу на 1500 метрів.

## Призери

### Чоловіки
| Дисципліни                | Золото                                                 | Золото                | Срібло                                                                 | Срібло             | Бронза | Бронза             |
| ------------------------- | ------------------------------------------------------ | --------------------- | ---------------------------------------------------------------------- | ------------------ | --- | ------------------ |
| 100 метрів                | Юрій Сілов СРСР                                        | 10,4 (10,37)          | Сільвіо Леонард Куба                                                   | 10,4 (10,43)       | П'єтро Меннеа Італія | 10,5 (10,48)       |
| 200 метрів                | П'єтро Меннеа Італія                                   | 20,6 UR (20,56)       | Кріс Монк Велика Британія                                              | 20,7 (20,70)       | Ворделл Гілбрет США | 20,8 (20,80)       |
| 400 метрів                | Альберто Хуанторена Куба                               | 45,4 (45,36)          | Семен Кочер СРСР                                                       | 46,3 (46,32)       | Девід Дженкінс Велика Британія | 46,4 (46,39)       |
| 800 метрів                | Євген Аржанов СРСР                                     | 1.46,9 (1.46,88)      | Марсель Філіп Франція                                                  | 1.47,3 (1.47,29)   | Ганс-Геннінг Олерт НДР | 1.47,5 (1.47,51)   |
| 1500 метрів               | Френк Клемент Велика Британія                          | 3.42,3 UR (3.42,32)   | Тоні Волдроп США                                                       | 3.42,7 (3.42,70)   | Реджі Мак-Афі США | 3.43,2 (3.43,20)   |
| 5000 метрів               | Михайло Желобовський СРСР                              | 13.41,4 UR (13.41,25) | Гленн Герольд США                                                      | 13.42,0 (13.41,87) | Валентин Зотов СРСР | 13.43,6 (13.43,60) |
| 10000 метрів              | Дане Корица Югославія                                  | 28.49,0 UR (28.48,90) | Норман Моррісон Велика Британія                                        | 28.49,2 (28.48,99) | Партік Кіїнгі Кенія | 28.50,8 (28.50,80) |
| 110 метрів з бар'єрами    | Бервін Прайс Велика Британія                           | 13,7 (13,69)          | Анатолій Мошіашвілі СРСР                                               | 13,7 (13,73)       | Томас Мункельт НДР | 13,8 (13,80)       |
| 400 метрів з бар'єрами    | Дмитро Стукалов СРСР                                   | 49,6 UR (49,62)       | Мирослав Кодейш Чехословаччина                                         | 49,9 (49,94)       | Тадеуш Кульчицький Польща | 50,5 (50,54)       |
| 3000 метрів з перешкодами | Леонід Савельєв СРСР                                   | 8.26,6 UR (8.26,49)   | Міхаель Карст ФРН                                                      | 8.28,4 (8.28,32)   | Ян Кондзьор Польща | 8.28,8 (8.28,66)   |
| 4×100 метрів              | СШАТомас Вотлі Ворделл Гілбрет Ларрі Браун Стів Ріддік | 39,1 UR (39,10)       | СРСРОлександр Жидких Володимир Ловецький Юрій Сілов Володимир Атамась  | 39,5 (39,46)       | ІталіяВінченцо Гуеріні Луїджі Бенедетті Серджіо Морселлі П'єтро Меннеа                                                                              | 39,6 (39,55)       |
| 4×400 метрів              | СШАМарк Лутц Дарвін Бонд Рон Дженкінс Денніс Шультц    | 3.04,4 (3.04,40)      | Велика БританіяДевід Дженкінс Джо Чиверс Стівен Блек Стюарт Мак-Каллум | 3.05,4 (3.05,58)   | ФРНФранц-Йозеф Глен Зігфрід Гетц Вольфганг Друшкі Бернд Геррманн                                                                                    | 3.06,1 (3.06,11)   |
| Стрибки у висоту          | Владімір Малий Чехословаччина                          | 2,18                  | Іштван Майор Угорщина                                                  | 2,18               | Володимир Абрамов СРСРЕнцо дель Форно ІталіяЧаба Доса РумуніяВалентин Гаврилов СРСРДжон Гокінс КанадаРоберт Джозеф СШАРоман Моравець Чехословаччина | 2,15               |
| Стрибки з жердиною        | Франсуа Траканеллі Франція                             | 5,42                  | Юрій Ісаков СРСРТеррі Портер США                                       | 5,30               | не вручалась |                    |
| Стрибки в довжину         | Валерій Підлужний СРСР                                 | 8,15                  | Жан-Франсуа Бонем Франція                                              | 7,85               | Ганс Баумгартнер ФРН | 7,85               |
| Потрійний стрибок         | Михайло Барибан СРСР                                   | 17,20                 | Віктор Санєєв СРСР                                                     | 17,00              | Йорг Дремель НДР | 16,76              |
| Штовхання ядра            | Валерій Войкін СРСР                                    | 19,56                 | Лешек Гайдзинський Польща                                              | 19,07              | Олександр Баришников СРСР | 19,01              |
| Метання диска             | Віктор Журба СРСР                                      | 61,60 UR              | Гуннар Мюллер НДР                                                      | 59,72              | Ференц Тегла Угорщина | 59,48              |
| Метання молота            | Валентин Дмитренко СРСР                                | 72,42 UR              | Олексій Спиридонов СРСР                                                | 71,82              | Уве Беєр ФРН | 71,18              |
| Метання списа             | Яніс Зірніс СРСР                                       | 80,08                 | Дмитро Сітников СРСР                                                   | 79,65              | Ентоні Голл США | 78,36              |
| Десятиборство             | Ришард Сковронек Польща                                | 7965 UR               | Микола Авілов СРСР                                                     | 7903               | Рудольф Зігерт СРСР | 7825               |

### Жінки
| Дисципліни             | Золото                                                                  | Золото              | Срібло                                                                | Срібло           | Бронза                                                                 | Бронза           |
| ---------------------- | ----------------------------------------------------------------------- | ------------------- | --------------------------------------------------------------------- | ---------------- | ---------------------------------------------------------------------- | ---------------- |
| 100 метрів             | Мона-Ліза Пурсіайнен Фінляндія                                          | 11,4 (11,41)        | Ельфгард Шиттенхельм ФРН                                              | 11,6 (10,62)     | Еллен Штропаль НДР                                                     | 11,6 (10,63)     |
| 200 метрів             | Мона-Ліза Пурсіайнен Фінляндія                                          | 22,4 UR (22,39)     | Марина Сидорова СРСР                                                  | 22,7 NR (22,72)  | Еллен Штропаль НДР                                                     | 22,7 (22,73)     |
| 400 метрів             | Надія Колесникова СРСР                                                  | 52,0 UR (52,04)     | Джуді Канті Австралія                                                 | 52,8 (52,82)     | Кармен Трасте Куба                                                     | 53,4 (53,44)     |
| 800 метрів             | Ліліана Томова Болгарія                                                 | 1.59,5 (1.59,52)    | Нійоле Сабайте СРСР                                                   | 2.00,2 (2.00,19) | Ельжбета Католік Польща                                                | 2.00,8 (2.00,85) |
| 1500 метрів            | Паола Піньї-Каккі Італія                                                | 4.10,7 UR (4.10,69) | Гленда Рейзер Канада                                                  | 4.12,5 (4.12,50) | Тонка Петрова Болгарія                                                 | 4.13,5 (4.13,50) |
| 100 метрів з бар'єрами | Гражина Рабштин Польща                                                  | 13,2 (13,23)        | Аннерозе Крумпхольц НДР                                               | 13,4 (13,38)     | Наталія Лебедєва СРСР                                                  | 13,5 (13,50)     |
| 4×100 метрів           | СРСРТетяна Чернікова Людмила Жаркова Марина Сидорова Надія Бесфамільная | 44,0 (43,99)        | ПольщаЄва Длуголецька Барбара Бакулін Уршула Стиранка Марія Жуковська | 44,4 (44,42)     | НДРАннерозе Крумпхольц Еллен Штропаль Бербель Штрупперт Доріс Малецькі | 44,4 (44,44)     |
| Стрибки у висоту       | Вірджинія Йоан Румунія                                                  | 1,84                | Ютта Кірст НДР                                                        | 1,84             | Галина Філатова СРСРСара Сімеоні Італія                                | 1,81             |
| Стрибки в довжину      | Маргріт Ольферт НДР                                                     | 6,63                | Маргарита Трейніте СРСР                                               | 6,51             | Бренда Ейслер Канада                                                   | 6,48             |
| Штовхання ядра         | Надія Чижова СРСР                                                       | 20,82 UR            | Єлена Стоянова Болгарія                                               | 18,64            | Фаїна Мельник СРСР                                                     | 18,31            |
| Метання диска          | Фаїна Мельник СРСР                                                      | 64,54               | Аргентіна Меніс Румунія                                               | 63,92            | Надія Сергеєва СРСР                                                    | 59,26            |
| Метання списа          | Світлана Корольова СРСР                                                 | 62,00 UR            | Кейт Шмідт США                                                        | 60,34            | Лютвіян Моллова Болгарія                                               | 59,04            |
| П'ятиборство           | Надія Ткаченко СРСР                                                     | 4629 UR             | Тетяна Ворохобко СРСР                                                 | 4444             | Даян Джонс Канада                                                      | 4370             |

## Медальний залік
| Місце                | Країна               | Золото | Срібло | Бронза | Загалом |
| -------------------- | -------------------- | ------ | ------ | ------ | ------- |
| 1                    | СРСР                 | 17     | 12     | 9      | 38      |
| 2                    | США                  | 2      | 4      | 4      | 10      |
| 3                    | Велика Британія      | 2      | 3      | 1      | 6       |
| 4                    | Польща               | 2      | 2      | 3      | 7       |
| 5                    | Італія               | 2      | 0      | 4      | 6       |
| 6                    | Фінляндія            | 2      | 0      | 0      | 2       |
| 7                    | НДР                  | 1      | 3      | 6      | 10      |
| 8                    | Франція              | 1      | 2      | 0      | 3       |
| 9                    | Болгарія             | 1      | 1      | 2      | 4       |
| 10                   | Румунія              | 1      | 1      | 1      | 3       |
| 10                   | Куба                 | 1      | 1      | 1      | 3       |
| 10                   | Чехословаччина       | 1      | 1      | 1      | 3       |
| 13                   | Югославія            | 1      | 0      | 0      | 1       |
| 14                   | ФРН                  | 0      | 2      | 3      | 5       |
| 15                   | Канада               | 0      | 1      | 3      | 4       |
| 16                   | Угорщина             | 0      | 1      | 1      | 2       |
| 17                   | Австралія            | 0      | 1      | 0      | 1       |
| 18                   | Кенія                | 0      | 0      | 1      | 1       |
| Загалом (18 збірних) | Загалом (18 збірних) | 34     | 35     | 40     | 109     |

## Виступ українців
| Чоловіки (9) | Чоловіки (9)       | Чоловіки (9)  | Чоловіки (9)   |
| Місце        | Атлет              | Дисципліна    | Результат      |
| ------------ | ------------------ | ------------- | -------------- |
| 1            | Євген Аржанов      | 800 м         | 1.46,9         |
| 1            | Леонід Савельєв    | 3000 м з/п    | 8.26,6 UR      |
| 1            | Валерій Підлужний  | довжина       | 8,15           |
| 1            | Віктор Журба       | диск          | 61,60 UR       |
| 1            | Валентин Дмитренко | молот         | 72,43 UR       |
| 2            | Володимир Атамась  | 4×100 м       | 39,5           |
| 2            | Микола Авілов      | десятиборство | 7903           |
|              | Володимир Пантелей | 1500 м        | 3.44,0         |
|              | Володимир Атамась  | 100 м         | 10,6 (10,5)[a] |
| пф           | Євген Волков       | 800 м         | 1.48,6         |

| Жінки (1) | Жінки (1)      | Жінки (1)    | Жінки (1) |
| Місце     | Атлетка        | Дисципліна   | Результат |
| --------- | -------------- | ------------ | --------- |
| 1         | Надія Ткаченко | п'ятиборство | 4629 UR   |

a  У дужках вказаний кращий результат, показаний у попередньому забігу.